# De Havilland DH.60 Moth
de Havilland DH.60 Moth – brytyjski samolot sportowy, szkolny i turystyczny z okresu międzywojennego, skonstruowany w 1925 roku w wytwórni lotniczej de Havilland, najbardziej znany w odmianie DH.60G Gypsy Moth.

## Historia i rozwój

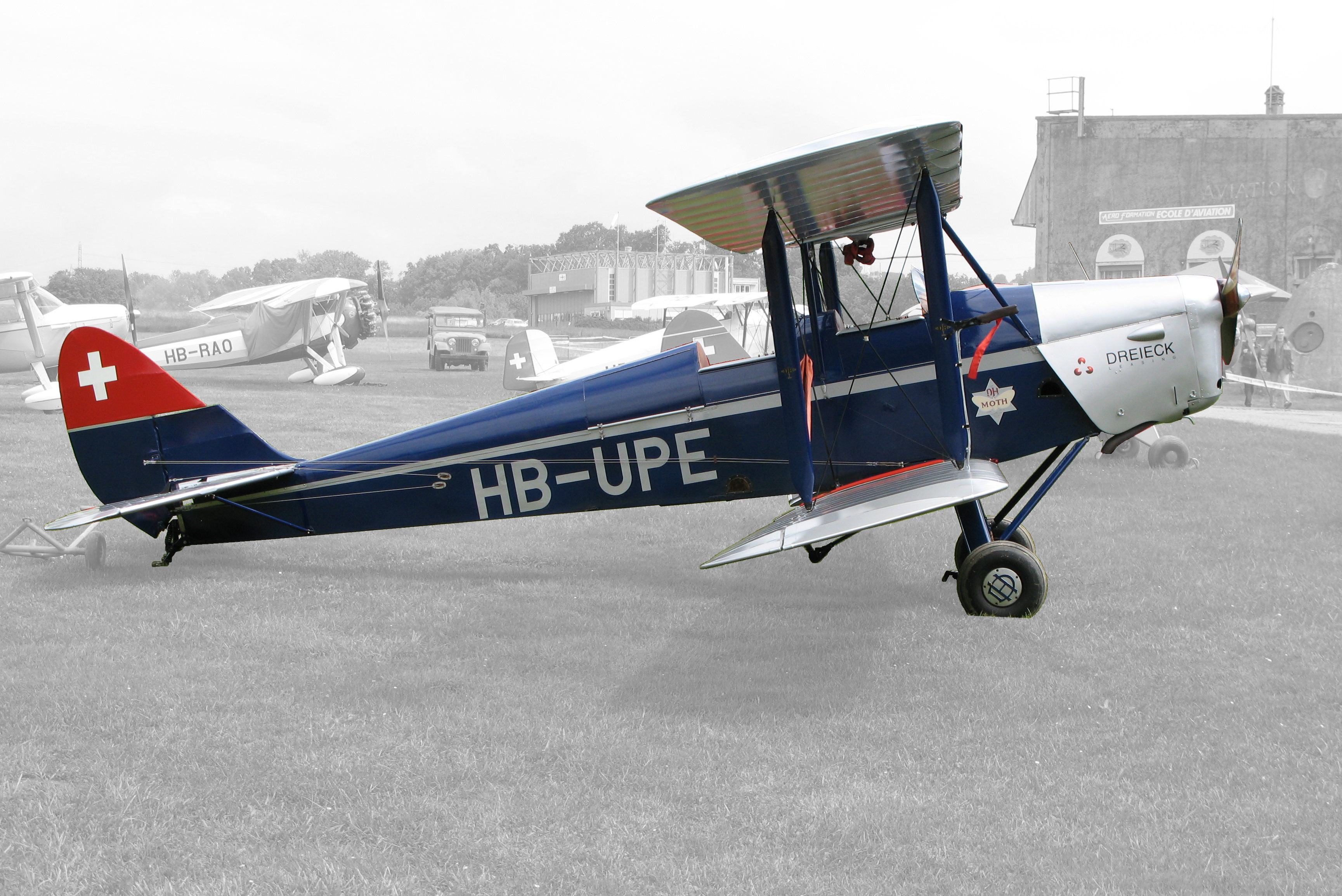
DH.60GIII Moth Major

Samolot DH.60 Moth (ćma) powstał w brytyjskiej wytwórni de Havilland jako lekki i popularny samolot nadający się do szkolenia, turystyki i sportu lotniczego. W prototypie i pierwszej serii użyto będącego wówczas nowością lekkiego silnika rzędowego chłodzonego powietrzem ADC Cirrus I o mocy 60 KM (samolot określany był przez to jako Cirrus I Moth). Prototyp, oblatany w lutym 1925, okazał się wyjątkowo udanym samolotem. Brytyjskie Ministerstwo Lotnictwa zgodziło się subsydiować pięć aeroklubów, które miały zostać wyposażone w te samoloty. Już w lipcu 1925 pierwszy samolot otrzymał aeroklub w Lancashire i w roku tym zbudowano 20 samolotów. Udana konstrukcja spowodowała liczne zamówienia z kraju i zagranicy.
Konstrukcja samolotu podlegała następnie rozwojowi, głównie w kierunku wyposażania w nowsze i mocniejsze silniki. W 1926 opracowano model z silnikiem Cirrus II o mocy 85 KM, produkowany od 1927, początkowo pod oznaczeniem DH.60X, następnie DH.60 Cirrus II Moth. W 1926 opracowano też wariant z silnikiem gwiazdowym Armstrong Siddeley Genet o mocy 75 KM, przeznaczony do akrobacji, lecz zbudowany w małej liczbie. 
W 1928 pojawił się ostatni wariant z silnikiem rodziny Cirrus - Cirrus III o mocy 90 KM, oznaczony oficjalnie DH.60X. Wprowadzono też na nim podwozie z łamaną osią. Do końca 1928 zbudowano 403 samoloty z silnikiem Cirrus. Wariant ten jednak nie był produkowany dłużej, gdyż de Havilland postanowił uniezależnić się od wielkości produkcji silników Cirrus i opracować własny silnik podobnej klasy. Efektem prac był udany silnik de Havilland Gipsy I. 

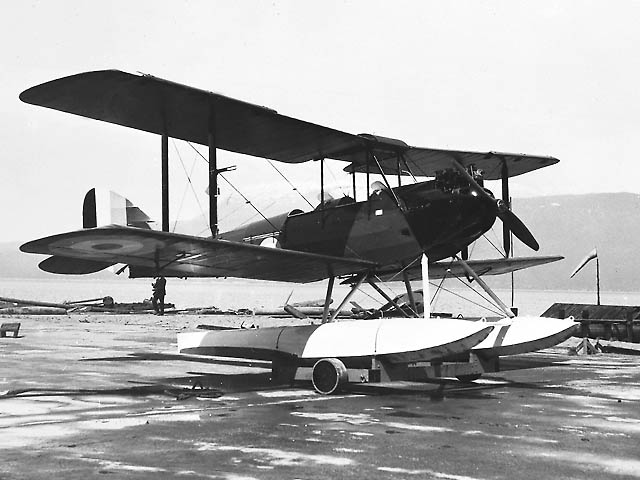
DH.60 Royal Canadian Air Force

Pod koniec 1928 wszedł do produkcji najpopularniejszy model samolotu, DH.60G Gipsy Moth, napędzany silnikiem Gipsy I o mocy maks. 100 KM, a później Gipsy II o mocy maks. 120 KM. Obok wersji lądowej, istniały wersje wodnosamolotu pływakowego (z dwoma pływakami) oraz amfibii z centralnym pływakiem wyposażonym w składane podwozie kołowe oraz pływakami podpierającymi (konstrukcji Short Brothers). Oprócz podstawowej wersji z dwiema odkrytymi kabinami, wykonywano także nieliczne samoloty z zakrytymi kabinami (tzw. coupé top), w różnych wariantach. Istniały także samoloty z nowszymi silnikami Cirrus Hermes I 105 KM.
Produkcję DH.60G zakończono w Wielkiej Brytanii w 1934, po zbudowaniu 595 maszyn. 40 samolotów Morane Moth było zbudowanych na licencji we Francji przez Morane-Saulnier, 18 zbudowano w USA przez Moth Aircraft Corporation, a 32 w Australii przez Larkin Aircraft Supply Company Ltd.

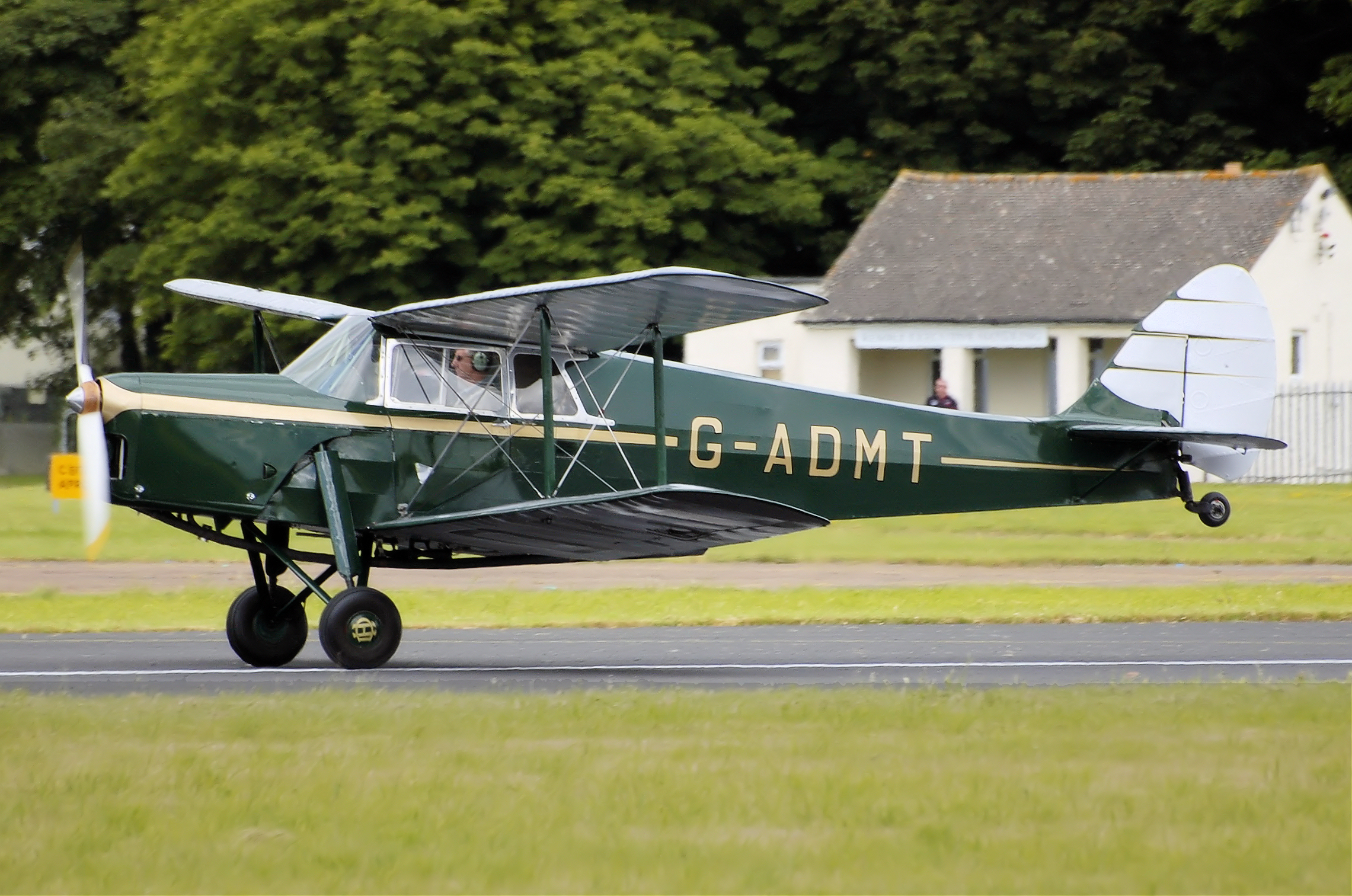
DH.60GIII - Moth Major - wersja z zamkniętą kabiną

W 1928 pojawił się także równolegle produkowany wariant DH.60M z metalową konstrukcją kadłuba i silnikiem Gipsy I, nazywany także Metal Moth. W zakładach de Havilland zbudowano ich 535, 161 przez Moth Aircraft w USA, 40 w Kanadzie i 10 w Norwegii.
W 1932 rozpoczęto produkcję wersji DH.60GIII z silnikiem Gipsy III o mocy 120 KM. Silnik ten miał cylindry w układzie odwróconym (wiszące), co zmieniło sylwetkę przodu samolotu. Zbudowano 30 samolotów i dalsze 87 wersji Moth Major z nowszym silnikiem Gipsy Major IIIA o mocy 133 KM. Ken Follett wykorzystał samolot DH 60 GIII - Moth Major z zamkniętą kabiną  w swojej powieści z 2002 Lot ćmy.
Ostatnią wersją DH.60, wywodzącą się z metalowego DH.60M, był wojskowy samolot szkolny DH.60T Moth Trainer, z silnikiem Gipsy II. Zbudowano 64 samoloty dla odbiorców zagranicznych. Dalszym rozwinięciem tego samolotu był DH.82 Tiger Moth.

## Użycie

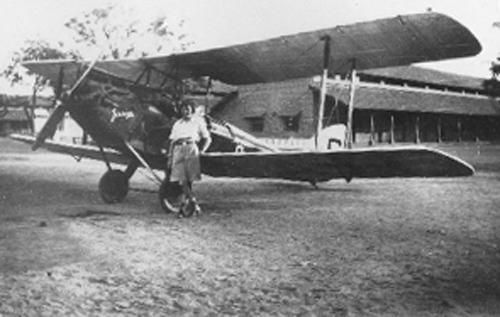
Amy Johnson przy DH.60 Moth „Jason” w Indiach

Samoloty Moth były przede wszystkim masowo używane w brytyjskim lotnictwie cywilnym: szkołach lotniczych, aeroklubach, a także przez prywatnych właścicieli, stając się najbardziej popularnym typem lekkiego samolotu w Wielkiej Brytanii. W prasie lotniczej podkreślano wręcz, że Moth stworzył ruch lekkich samolotów w Wielkiej Brytanii.
Liczne samoloty DH.60 używane były w sporcie lotniczym, m.in. do wyścigów lotniczych i lotów rekordowych. W latach 1926, 1927 i 1928 samoloty tego typu zwyciężyły w wyścigach o Puchar Króla (King's Cup Race). 
DH.60 stał się popularnym samolotem także za granicą, dokąd był eksportowany, a w USA, Francji, Kanadzie i Australii także produkowany na licencji.
Samoloty DH.60 używane były także w lotnictwie wojskowym wielu państw do celów szkolnych lub łącznikowych, m.in. Wielkiej Brytanii, Kanady, Finlandii, Szwecji, Norwegii, Danii, Iraku, Brazylii. 
W Polsce używano przed wojną około 10 samolotów DH.60, głównie w lotnictwie sportowym i prywatnych, z tego jeden był używany w latach 1930-32 przez PLL LOT do lotów taksówkowych (nr rej. SP-ADX). Dwa samoloty używane były w polskim lotnictwie wojskowym do celów łącznikowych i szkolnych.